# Simon Kuper
Simon Kuper (Kampala, 15 ottobre 1969) è uno scrittore ugandese naturalizzato britannico specializzato in sport.

## Biografia
Kuper è nato in Uganda da genitori sudafricani nel 1969, trasferendosi a Leida (Paesi Bassi) durante la sua infanzia. Ha studiato Storia e lingua tedesca all'Università di Oxford e ha frequentato l'Università di Harvard tramite la Kennedy Scholarship. Attualmente risiede in Parigi con la sua famiglia. Vincitore del William Hill Sports Book of the Year Award nel 1994 con la sua opera prima Football Against The Enemy ("Calcio contro il nemico"), ha scritto diversi articoli d'opinione per giornali britannici quali The Observer e The Guardian. Noto per i suoi scritti "da una perspettiva antropologica", dal 2002 lavora come colonnista sportivo per il quotidiano economico inglese Financial Times.

## Opere
- Calcionomica (2009, con Stefan Szymanski)